# Martine Ouellet
Martine Ouellet (Longueuil, Quebec, 8 d'abril de 1969) és una política canadenca, graduada en enginyeria mecànica per la Universitat McGill i amb un MBA de l'HEC Montréal. Membre del Parti Québécois Ouellet va ser elegida a l'Assemblea Nacional del Quebec en una elecció parcial el 5 de juliol de 2010, representant el districte electoral de Vachon. Després de les eleccions de 2012, va ser nomenada Ministra d'Energia i Recursos Naturals. A banda de la gestió de l'aigua i les polítiques energètiques, la seva acció política també se centra en la independència del Quebec. Abans de la seva primera elecció, Ouellet va treballar com a enginyera per a Hydro-Québec.